# 천주교 서울대교구
천주교 서울대교구(天主敎 서울大敎區，라틴어: Archidioecesis Seulensis)는 대한민국의 서울특별시와 조선민주주의인민공화국의 구 황해도를 관할하는 로마 가톨릭교회의 교구이며, 서울을 중심으로 하여 강원도, 경기도, 충청남도 지방의 교구들을 연합인 서울 관구의 중심 교구인 관구장좌 대교구(Metropolitan Archdiocese)이다. 관할구역 중 조선민주주의인민공화국의 영토인 황해도는 명목상으로만 관할할 뿐, 실질적으로는 관리하지 못하고 있다.
1831년 9월 9일에 한반도 지역에 최초로 설치된 천주교 준교구인 천주교 조선대목구(천주교 조선교구)의 후신이다. 1911년 대구대목구 분리와 동시에 경성대목구로 명칭이 변경되었으며, 1950년 서울대목구로 명칭이 변경되었으며 각 지역별 교구들이 대부분 서울교구를 모체로 분리되었다. 1962년 한국 교계제도 설정으로 정식교구인 천주교 서울대교구로 승격되었고, 현재 교구장 주교는 정순택(베드로) 대주교이다.

## 관할 구역
서울특별시와 황해도 지역을 관할한다. 그러나 외교, 정치적 문제로 인해 실질적으로 관할하는 지역은 서울특별시뿐이다.

## 관할 지구 및 본당

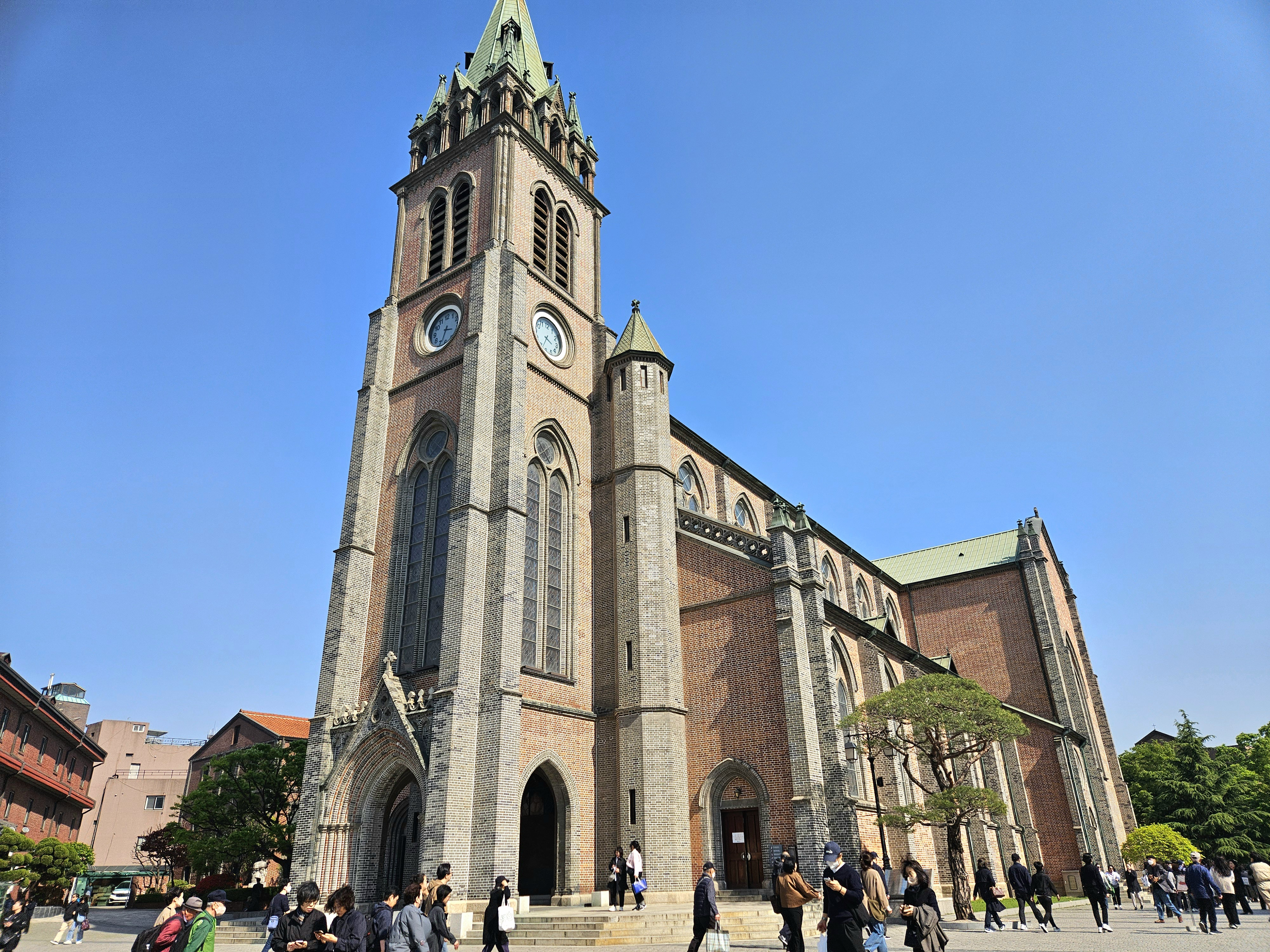
명동성당

### 중서울지역
- 제1 중구-용산지구[중구, 용산구] : 국제(준), 남대문시장(준), 당고개순교성지(준), 명동(주교좌), 삼각지, 새남터, 신당동, 용산, 이태원, 중림동 약현, 청구, 청파동, 한강, 한남동, 해방촌, 후암동
- 제2 서대문-마포지구[서대문구, 마포구] : 가재울, 공덕동, 대흥동, 무악동(선교), 무악재, 상암동, 서교동, 서대문, 성산2동, 성산동, 신수동, 아현동, 연희동, 염리동, 홍은2동, 홍은동, 홍제동
- 제3 은평지구[은평구] : 갈현동, 구파발, 녹번동, 불광동, 수색, 신사동, 역촌동, 연신내, 응암동
- 제4 종로지구[종로구] : 가회동, 동대문, 동대문시장(준), 세검정, 세종로, 종로, 청계시장(준), 혜화동
- 제4 성북지구[성북구] : 길음동, 돈암동, 보문동, 석관동, 성북동, 월곡동, 장위1동(선교), 장위동, 정릉4동, 정릉동, 종암동
- 제5 노원지구[노원구] : 공릉동, 노원, 상계2동, 상계동, 수락산, 월계동, 중계동, 중계양업, 태릉, 하계동
- 제6 도봉-강북지구[도봉구, 강북구] : 도봉동, 도봉산, 미아동, 방학동, 번동, 삼양동(선교), 송천동, 수유1동, 수유동, 쌍문동, 우이, 창4동, 창5동, 창동

### 동서울지역
- 제7 동대문-중랑지구[동대문구, 중랑구] : 답십리, 망우동, 면목4동, 면목동, 묵동, 상봉동, 신내동, 양원, 이문동, 장안동, 장한평, 전농동, 제기동, 중화동, 청량리 휘경동
- 제8 성동-광진지구[성동구, 광진구] : 광장동, 구의동, 금호1가동(선교), 금호동, 마장동, 성수동, 아차산, 에파타(구. 서울가톨릭농아선교회), 옥수동, 왕십리, 자양2동, 자양동, 중곡동, 행당동, 화양동
- 제9 강동지구[강동구, 송파구 풍납동] : 강일동, 고덕동, 길동, 둔촌동, 명일동, 성내동, 암사동, 중앙보훈병원(준), 천호동, 풍납동
- 제10 송파지구[송파구(풍납동 제외)] : 가락2동, 가락동, 가락시장(준), 거여동, 마천동, 문정2동, 문정동, 방이동, 석촌동, 송파동, 신천동, 오금동, 오금성요셉, 위례성모승천, 잠실, 잠실3동, 잠실7동
- 제11 강남지구[강남구, 서초구 양재동] : 개포동, 논현2동, 논현동, 대치2동, 대치3(성모탄신), 대치4동, 대치동, 삼성동, 성 라파엘 사랑결(준), 세곡동, 수서동, 압구정1동, 압구정동, 양재동, 역삼동, 일원동, 청담동

### 서서울지역
- 제12 서초지구[서초구(양재동 제외)] : 반포, 반포1동, 반포4동, 방배4동, 방배동, 서울고속터미널(준), 서초3동, 서초동, 우면동, 잠원동, 포이동
- 제13 관악지구[관악구] : 낙성대동, 난곡동, 봉천3동(선교), 삼성산, 서원동, 성현동, 신림성모, 신사동 성 베드로, 쑥고개, 인헌동, 중앙동, 행운동
- 제14 동작지구[동작구(대방동 제외)] : 노량진동, 노량진수산시장(준), 동작동, 사당5동, 사당동, 상도4동, 상도동, 신대방동, 흑석동
- 제15 영등포-금천지구[영등포구, 금천구, 동작구 대방동] : 당산동, 대림3동, 대림동, 대방동, 도림동, 독산1동, 독산동, 문래동, 시흥4동, 시흥5동, 시흥동, 여의도동, 영등포동
- 제16 구로지구[구로구] : 개봉동, 고척동, 구로1동, 구로2동, 구로3동, 수궁동, 신도림동, 오류동, 항동
- 제17 강서지구[강서구] : 가양동, 공항동, 등촌1동, 등촌3동, 마곡수명산, 발산동, 방화3동, 우장산, 화곡2동, 화곡본동
- 제18 양천지구[양천구] : 목3동, 목4동, 목5동, 목동, 신월1동, 신월동, 신정3동, 신정동, 양천

## 역대 교구장

### 교황 대리 대목구장(명의주교직)
| 역대 | 이름                  | 이름    | 세레명       | 국적     | 임명일           | 선종(사임＊)                      | 명의주교명                                 |
| ---- | --------------------- | ------- | ------------ | -------- | ---------------- | --------------------------------- | ------------------------------------------ |
| 1대  | 바르텔르미 브뤼기에르 | 소      | 바르톨로메오 | 프랑스   | 1831년 9월 9일   | 1835년 10월 20일                  | 카프사의 명의주교                          |
| 2대  | 로랑마리조제프 앵베르 | 범세형  | 라우렌시오   | 프랑스   | 1836년 4월 26일  | 1839년 9월 21일                   | 카프사의 명의주교                          |
| 3대  | 장 페레올             | 고      | 요한         | 프랑스   | 1843년 8월 14일  | 1853년 2월 3일                    | 벨리네의 명의주교                          |
| 4대  | 시메옹프랑수아 베르뇌 | 장경일  | 시메온       | 프랑스   | 1854년 8월 5일   | 1866년 3월 8일                    | 카프사의 명의주교                          |
| 5대  | 앙투안 다블뤼         | 안돈이  | 안토니오     | 프랑스   | 1866년 3월 8일   | 1866년 3월 30일                   | 악카의 명의주교                            |
| 6대  | 펠릭스 클레르 리델    | 이복명  | 펠릭스       | 프랑스   | 1869년 4월 27일  | 1884년 6월 20일                   | 필리포폴리스의 명의주교                    |
| 7대  | 마리장구스타브 블랑   | 백규삼  | 요한         | 프랑스   | 1884년 6월 20일  | 1890년 2월 21일                   | 안티고네아의 명의주교                      |
| 8대  | 구스타브 뮈텔         | 민덕효  | 아우구스티노 | 프랑스   | 1890년 9월 2일   | 1933년 1월 22일                   | 밀로스의 명의주교 라티아리아의 명의 대주교 |
| 9대  | 아드리앙 조셉 라리보  | 원형근  | 하드리아노   | 프랑스   | 1933년 1월 23일  | 1942년 1월 5일 일제 강제 사임＊   | 두사의 명의주교                            |
| 10대 |                       | 노 기남 | 바오로       | 대한민국 | 1942년 11월 10일 | 1962년 3월 12일 (정식교구장 승격) | 콜바사의 명의주교                          |

대목구장은 자신의 담당교구가 없음 교황 명의로 대리 통치하는것이므로 착좌식이 없음

### 정식 교구장 (대주교직)

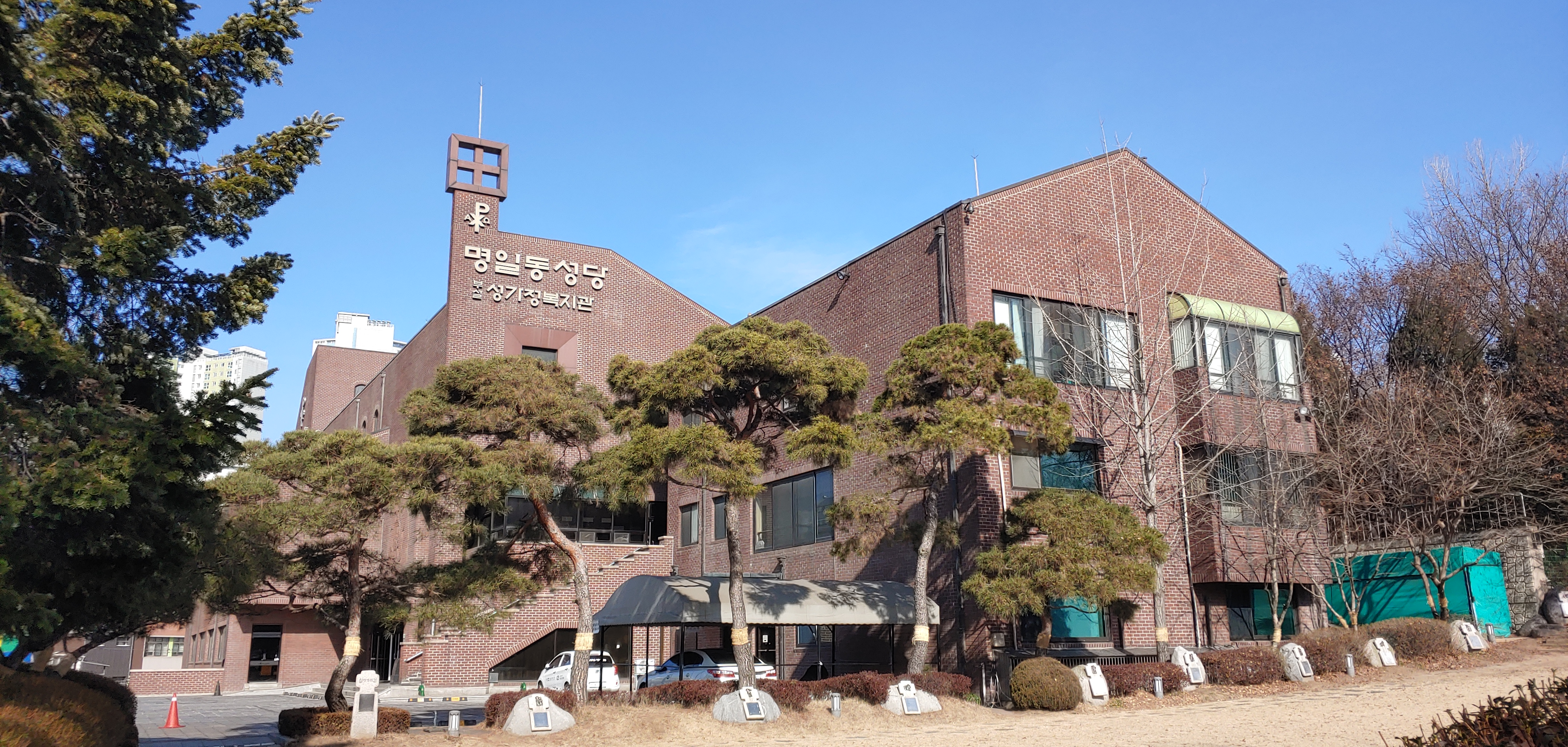
명일동성당

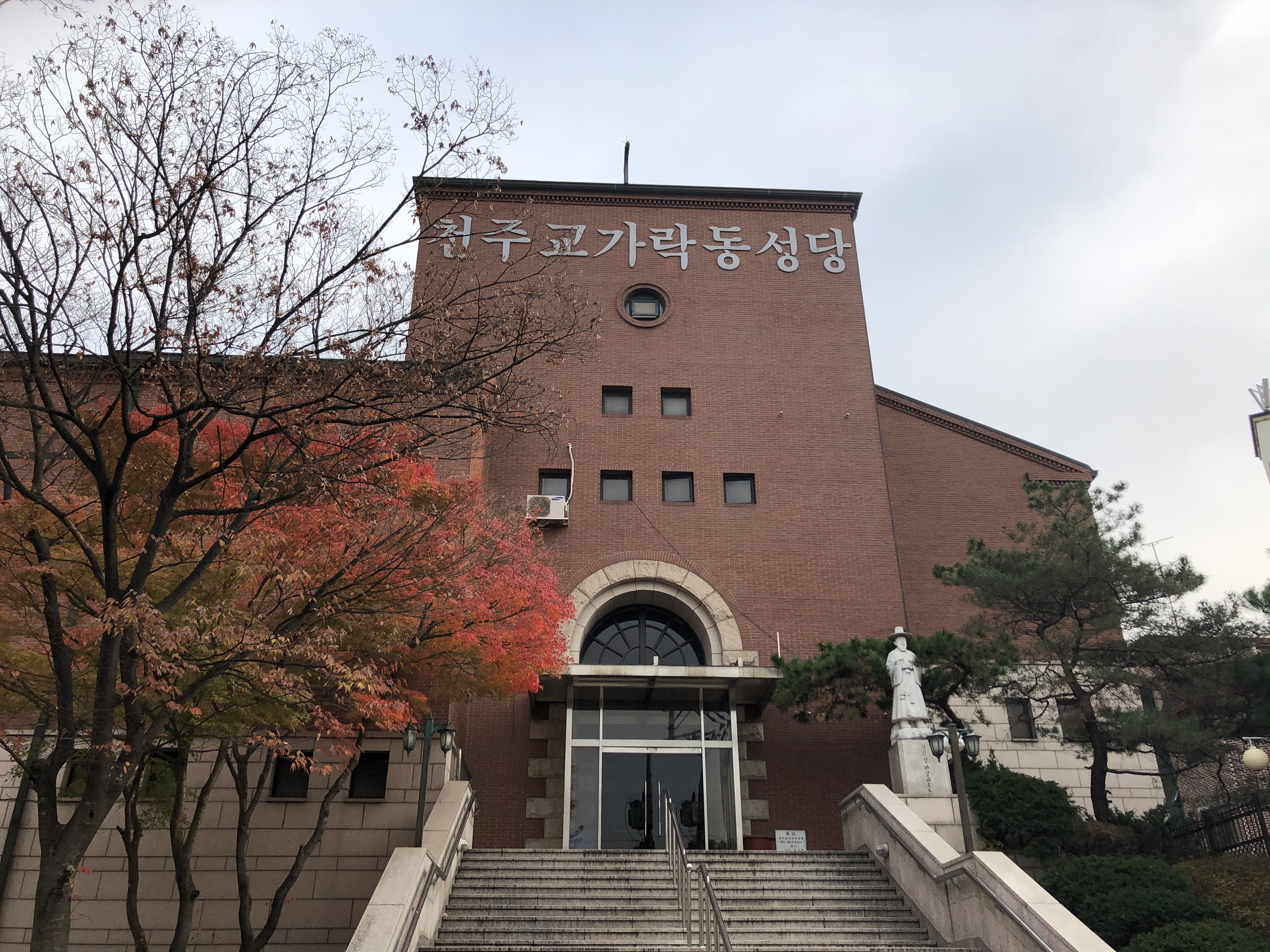
가락동 성당

| 역대 | 이름   | 이름   | 세레명   | 착좌            | 사임             | 선종            | 비고                                         |
| ---- | ------ | ------ | -------- | --------------- | ---------------- | --------------- | -------------------------------------------- |
| 10대 | 노기남 | 노기남 | 바오로   | 1962년 3월 10일 | 1967년 3월 23일  | 1984년 6월 25일 | 1948년 6월 ~12월 천주교 대구 대목구장 겸직   |
| 서리 | 윤공희 | 윤공희 | 빅토리노 |                 |                  |                 | 수원교구장 주교로 서울대교구 교구장 서리겸직 |
| 11대 | 김수환 | 김수환 | 스테파노 | 1968년 4월 9일  | 1998년 4월 3일   | 2009년 2월 16일 | 최장 기간 사제급추기경겸직                   |
| 12대 | 정진석 | 정진석 | 니콜라오 | 1998년 4월 3일  | 2012년 6월 15일  | 2021년 4월 27일 | 사제급추기경 겸직                            |
| 13대 | 염수정 | 염수정 | 안드레아 | 2012년 6월 25일 | 2021년 11월 30일 |                 | 사제급추기경 겸직                            |
| 14대 | 정순택 | 정순택 | 베드로   | 2021년 12월 8일 |                  |                 |                                              |

## 교구청 부서
- 사무처
- 사목국
- 청소년국
- 홍보국
- 성소국
- 특수사목부
- 해외선교봉사국
- 사회사목국
- 기획조정실
- 생명위원회

## 보도 및 출판 기관
대한민국에서 천주교 선교 및 신자들의 영성 생활을 돕는 목적으로 출판 및 방송 사업을 하고 있다.
- 가톨릭출판사: 1886년 설립된 근대인쇄소 '성서 활판소'를 전신으로 하여 세워진 천주교 출판사이다. 서울특별시 중구 중림동에 있다.
- 가톨릭평화방송·평화신문: 1988년 5월 15일 설립된 케이블 및 라디오 방송국이자 주간 신문사이다. 서울특별시 중구 저동에 있다.

## 교육

### 대학교
- 가톨릭대학교 (학교법인 가톨릭학원 소속)

### 고등학교
- 계성고등학교 (학교법인 가톨릭학원 소속)
- 동성고등학교 (학교법인 가톨릭학원 소속)
- 성심여자고등학교 (학교법인 성심학원)

### 중학교
- 동성중학교 (학교법인 가톨릭학원 소속)
- 성심여자중학교 (학교법인 성심학원)

### 초등학교
- 계성초등학교 (학교법인 가톨릭학원 소속)

### 특수학교
- 서울애화학교 (포교 성 베네딕도 수녀회)

## 의료 기관
- 가톨릭대학교 서울성모병원
- 가톨릭대학교 여의도성모병원
- 가톨릭대학교 은평성모병원
- 가톨릭대학교 의정부성모병원
- 라파엘클리닉
- 마리아수녀회 도티기념병원
- 모현호스피스
- 서울특별시립 은혜로운집 (서울특별시와 협약관계)
- 성가복지병원
- 요셉의원
- 전진상의원
- 한국가톨릭레드리본

## 황해도 감목대리구
1928년 1월 21일 설치되어 1942년 1월 18일 폐지되고, 다시 2007년 12월 11일 설치된 감목대리구이다. 일제 강점기 때 황해도 감목대리구는 서해 5도도 관할이었으나, 현재 서해 5도는 인천교구 소속이다.

## 같이 보기
- 한국의 로마 가톨릭 교구 목록